# Le Zinzin d'Hollywood

Le Zinzin d'Hollywood (The Errand Boy) est un film humoristique américain, réalisé par Jerry Lewis, sorti en 1961.

## Synopsis
Tout en se faisant passer pour le préposé au courrier, le zinzin doit rapporter à son patron du studio Paramutual d'Hollywood, tout ce qui se passe de louche...

## Fiche technique
- Titre original : The Errand Boy
- Titre français : Le Zinzin d'Hollywood
- Réalisation : Jerry Lewis
- Scénario : Jerry Lewis, Bill Richmond
- Directeur de la photographie : W. Wallace Kelley
- Musique : Walter Scharf
- Chorégraphie : Nick Castle
- Production : Jerry Lewis
- Distribution : U.I.P.
- Format : Noir et Blanc
- Durée : 88 minutes
- Dates de sortie :
  - États-Unis : 28 novembre 1961
  - France : 23 janvier 1963
- Affiche : Macario Gómez Quibus (Espagne)

## Distribution
- Jerry Lewis (VF : Jacques Dynam) : Morty S. Tashman
- Brian Donlevy (VF : Claude Péran) : Mr. T.P.
- Dick Wesson (VF : Roger Crouzet) : A.D.
- Howard McNear (VF : Roger Carel) : Dexter Sneak (Hector Chenille en VF)
- Felicia Atkins (VF : Anne Caprile) : Serina
- Pat Dahl : Miss Carson
- Kathleen Freeman (VF : Jacqueline Carrel) : Mme Helen Paramutual
- Isobel Elsom (VF : Marie Francey) : Irma Paramutual
- Fritz Feld : Le réalisateur étranger
- Sig Ruman (VF : Serge Nadaud) : Baron Elston Carteblanche
- Iris Adrian (VF : Paula Dehelly) : La grande actrice
- Renée Taylor (VF : Rolande Forest) : Miss Giles
- Regis Toomey : Le responsable du studio (avec le baron)
- Stanley Adams (VF : André Valmy) : Le râleur
- Mary Treen : Caissière en chef

Acteurs non crédités :
- Richard Bakalyan : Jason, directeur du studio Anastasia
- Stuart Holmes : Albert Paramutual
- Herb Vigran : un fumeur de cigare dans l'ascenseur

- Les quatre personnages de Bonanza apparaissent en cameo
- les Dover Basketeers. Un sketch met en scène les fameux jeunes Dover Basketeers, une équipe de Dover, Ohio qui imite avec talent les Globetrotters de Harlem entre 1955 et 1963.